# Voacanga havilandii
Voacanga havilandii là một loài thực vật có hoa trong họ La bố ma. Loài này được Ridl. miêu tả khoa học đầu tiên năm 1926.